# Centro de esquí nórdico Navafría
El Espacio Nórdico del Puerto de Navafría es una estación de esquí de fondo situada en la Sierra de Guadarrama, en el límite entre las provincias españolas de Segovia y Madrid. Se inauguró el 1 de diciembre de 2007 se cerró el 25 de noviembre de 2020 volviendo a abrir con una nueva gerencia y concesión el 20 de enero de 2023. Se ubica junto al puerto de Navafría (1.778 m s. n. m.), al pie del pico de El Nevero (2.209 m s. n. m.). 
Cuenta con unos 25 km de pistas preparadas esquiables repartidos en una pista verde, tres azules (fáciles), una roja y una negra, que discurre entre los pinares de Navafría, en una zona que lleva años utilizándose por los esquiadores. Además de estas pistas, hay recorridos con raquetas de nieve y "recorridos nórdicos". La estación de esquí cuenta con equipo pisapistas, tres refugios de montaña, alquiler de esquís, alquiler de raquetas de nieve, botiquín, escuela de esquí, un centro de información y "esquibus", unos autobuses que suben al puerto desde Lozoya y Navafría para minimizar el impacto ambiental y suplir la carencia de aparcamiento existente en la zona.